# Usharia atma
Usharia atma är en insektsart som beskrevs av Irena Dworakowska 1994. Usharia atma ingår i släktet Usharia och familjen dvärgstritar. Inga underarter finns listade i Catalogue of Life.